# Худайбийский мирный договор
Худайби́йский ми́рный до́говор (араб. صُلح الحُديبية‎) — договор между исламским пророком Мухаммедом и курайшитами, заключённый в марте 628 года в местечке Худайбия близ Мекки.

## Паломничество
В начале марта 628 года Мухаммед объявил, что совершит малый хадж (умру) в Мекку. 13 марта караван паломников выступил из Медины. По разным данным, количество паломников составляло от 300 до 1600 человек. Курайшиты, опасаясь, что паломничество служит для мусульман предлогом для нападения на Мекку, выслали им навстречу Халида ибн аль-Валида с 200 всадниками. Мусульмане вынуждены были остановиться в месте под названием Худайбия.
Худайбийа входила в священную область (харам), на которой были запрещены всякие военные действия. На переговоры с курайшитами был отправлен Усман ибн Аффан. Усман задержался в Мекке, и среди обеспокоенных паломников прошёл слух, что его убили. Собравшись под деревом, мусульмане присягнули Мухаммеду в отмщении за Усмана, и эта присяга получила название Байа Ридван (араб. بيعة الرضوان‎ — букв. «присяга довольствия»). Лица, принесшие присягу, пользовались особым уважением остальных мусульман, а дерево, под которым это происходило, стало особым местом поклонения, до тех пор пока халиф Умар ибн Хаттаб не приказал срубить его.

## Договор
Вскоре Усман ибн Аффан вернулся с Сухайлем ибн Амром для заключения договора на следующих условиях:
- На 10 лет прекращается война между мусульманами и курайшитами.
- Мусульмане не обязывают курайшитов возвращать перешедших к ним мусульман, но возвращают обратно перешедших к мусульманам курайшитов.
- В этом году мусульмане вернутся к себе, не совершив умру, а на следующий год придут, и после того, как курайшиты покинут Мекку, мусульмане войдут в Мекку, но пробудут там только три дня, причём без оружия.
- Разрешить тем арабам, которые хотят союза с Мухаммедом либо с курайшитами, заключить его.

Мухаммед согласился выполнять условия договора, предложенного курайшитами, а пункт договора о беглецах пришлось исполнить в первый же день, вернув курайшитам сына Сухайля. После подписания договора Мухаммед обрил голову и приказал резать жертвенных животных.
Договор в Худайбии имел важные политические последствия. Подписание договора ознаменовало легализацию мусульман как равноправной с курайшитами стороны и дало возможность мусульманам тесно общаться с мекканцами. Мекканцы, в свою очередь, получили возможность безопасно торговать с Сирией. Через год договор был разорван по вине курайшитов.

## Худайбия в Коране
После заключения мира в Худайбии была ниспослана 48 сура, Аль-Фатх (Победа), которая начинается со слов:

Поистине, Мы даровали тебе (о Посланник) явную победу
—  48:1
196 аят суры «Корова»

Завершайте хадж и малое паломничество во имя Аллаха. Если вы будете задержаны, то принесите в жертву то, что сможете. Не брейте ваши головы, пока жертвенные животные не достигнут места заклания. А если кто из вас болен или из-за головы своей испытывает страдания, то он должен в качестве искупления поститься, или раздать милостыню, или принести жертву. Если же вы находитесь в безопасности, то всякий, кто совершает малое паломничество и прерываемый хадж, должен принести в жертву то, что сможет. Если же он не сможет сделать этого, то он должен поститься три дня во время хаджа и семь дней после его окончания – всего десять дней. Это распространяется на тех, чья семья не живет в Заповедной мечети. Бойтесь же Аллаха и знайте, что Аллах суров в наказании. 
—  2:196 (Кулиев)